# Душкін Олексій Миколайович
Олексі́й Микола́йович Душкін рос. Алексей Николаевич Душкин ((24 грудня 1903  (6 січня 1904) , Олександрівка  — 1 жовтня 1977 , Москва );  — радянський архітектор. Член-кореспондент Академії архітектури СРСР (1950). Лауреат 3 Сталінських премій 2-го ступеня (1941, 1946, 1949). Член КПРС від 1952 року.
Здобув популярність як архітектор станцій московського метро, висоток Москви, у Сімферополі та Сочі відзначився спорудженням знакових об'єктів транспортної інфраструктури — оригінальні розкішні у вигляді італійського палаццо будівлі-«близнюки» залізничних вокзалів.

## Біографія і творчість
Олексій Миколайович Душкін народився 24 грудня 1903 (6 січня 1904) в селі Олександрівці Золочівського повіту Харківської губернії (тепер Золочівського району Харківської області, Україна) в родині агронома Миколи Олексійовича Душкін та його дружини Надії Володимирівни, уродженої Фіхтер.
Перші роки життя майбутнього зодчого проминули на Золочівщині. Він не здобув шкільної освіти, але в 1919 році вступив на хімічний факультет Харківського технологічного інституту, щоб через кілька років змінити спеціалізацію і продовжити навчання вже на факультеті архітектури у О. М. Бекетова (з 1925 по 1930 роки).
Відчуваючи творчий вплив братів Весніних, Олексій Миколайович захопився конструктивізмом і в 1931—33 роках брав участь в архітектурних конкурсах Палацу Рад, Палацу Радіо, Інституту Маркса-Енгельса-Леніна. Провінційного архітектора помітили і О. М. Душкін перебрався до Москви, де з 1933 по 1939 рік перебував у колективі архітектурної майстерні І. О. Фоміна.
У 1937 і 1939 роках він отримав за проекти станцій московського метро «Палац Рад» (нині «Кропоткінська») і «Маяковська» відповідно «Гран-прі» на Міжнародній виставці в Парижі і аналогічну нагороду на архітектурному форумі в Нью-Йорку.
З 1941 по 1943 роки обіймав посаду головного архітектора Метропроекту і Метробуду, а також Центральної архітектурної майстерні Наркомату (потім Міністерства) шляхів сполучення СРСР. Неодноразово (1941, 1946, 1949) ставав лауреатом Сталінської премії.
Будувати в Сімферополі залізничний вокзал Олексій Миколайович Душкін приїхав уже знаменитим архітектором і 1951 року створив справжній шедевр у дусі епохи Відродження. «Брат-близнюк» сімферопольського вокзалу був зведений роком пізніше (1952) у Сочі. Вважається, що будівля Сочинського залізничного вокзалу послужила приводом для політичних гонінь на архітектора в середині 1950-х років, у період боротьби з архітектурними надмірностями за Хрущова. Відтак, Олексія Душкіна усунули від архітектурної діяльності, і до кінця своїх днів він займався тільки педагогічною діяльністю — викладав у Московському архітектурному інституті.
Помер Душкін Олексій Миколайович 8 жовтня 1977 року у Москві.